# Majken Strandäng
Majken Gunvor Strandäng folkbokförd Amundsson, född 21 april 1920 i Göteborgs Karl Johans församling, Göteborg, död 13 april 2015 i Bäckefors,  Bäcke-Ödskölts församling, Västra Götalands län, var en svensk skulptör.
Hon var dotter till järnvägstjänstemannen Torsten Törnqvist och Alfhild Wahlström och från 1959 till makens död 1998 gift med lantbrukaren Amund William Amundsson. Strandäng studerade vid Börje Hovedskous målarskola 1950–1953, Slöjdföreningens skola 1954–1956 och för Anders Jönsson vid Valands målarskola 1954–1956 samt under några månader i London 1956 vid en engelsk konstskola. Hon var representerad med en relief i driven koppar i Valands konstlåda 1958. Hon medverkade i utställningen Ny västsvensk skulptur som visades på Göteborgs konsthall 1959 samt i ett flertal västsvenska samlingsutställningar. Bland hennes offentliga arbeten märks skulpturen Lekande barn på Kullingbergsskolan i Alingsås.